# 舞袖涡螺
舞袖涡螺（学名：Cymbiola nobilis），是新腹足目涡螺科涡螺属的一种。主要分布于新加坡、马来西亚、印度尼西亚、臺灣，常栖息在沿岸。